# オーストリア復興協定
オーストリア復興協定（オーストリアふっこうきょうてい、英語: Protocol for the reconstruction of Austria）は、1922年10月4日に締結された、オーストリア第一共和国、イギリス、フランス、イタリア、チェコスロバキアの間の条約。条約は国際連盟の監督下でオーストリアの経済復興を行うことを定めた。条約は締結と同日に国際連盟条約シリーズに登録された。スペインは同年11月3日に協定に加入した。

## 内容
条約は3つの宣言で構成されており、いずれも同じ日付に発されたものだった。1号宣言では締約国がオーストリアの領土と経済独立を侵害しないことを約束した。2号宣言ではオーストリア政府への外国借款を定めた。また借款の使い道を監督する委員会も設立した。3号宣言ではオーストリア政府に2号宣言を遵守するための立法に必要な時間を与え、また委員会の決定に対する異議申立権も定めた。

## その後
1922年の協定は1932年7月16日に締結された「オーストリア協定」（Austrian Protocol）で改訂された。1932年の協定により、ベルギー、イギリス、フランス、イタリア、オランダ政府は共同でオーストリア政府に3億オーストリア・シリングを20年間貸与した。

## 参考図書
- H. Strauss, Die Verträge von Genf und Lausanne in ihrem wirtschaftlichen, politischen  und sozialen Umfeld (Diplomarbeit, Wien 1988)